# ۳۰ بره
۳۰ بره یک ستاره است که در صورت فلکی برج حمل قرار دارد.